# Carrer de la Bassella (Sant Feliu de Codines)
Carrer de la Bassella és una via pública de Sant Feliu de Codines (Vallès Oriental) inclosa a l'Inventari del Patrimoni Arquitectònic de Catalunya.

## Descripció
El primer tram del carrer, que va des del carrer de Vic fins a la confluència amb el carrer de l'Estatut, és estret i tortuós i està tot empedrat. Les cases que s'alien a costat i costat són en la seva majoria les originàries i això fa que el conjunt es pugui considerar interessant des del punt de vista arquitectònic.

## Història
El mot Bassella etimològicament vol dir canal. Deriva de Bassea, i, per corrupció, Basseya i Basella. Segons Dufresne Bassella equival a "parva basis", prenent-lo de Paladio i del seu llibre "De Re Rustica" capítol XVIII: "de cella vinaria". Així, doncs, Bassella significaria "canal del celler del vi".